# 히가시칸토 자동차도
히가시칸토 자동차도(일본어: 東関東自動車道)는 일본 도쿄도를 기점으로 해서 이바라키현 미토시 및 지바현 다테야마시를 종점으로 하는 일본 국토 개발 간선 자동차도이며, 일본의 고속도로이다. 
히가시칸토 자동차도 미토 선의 고속도로 넘버링에 의한 노선 번호는 「E51」이다.

## 개요
간토 지방을 동진해, 지바 현과 이바라키 현을 잇는 고속도로이다. 도쿄 도로부터 지바 현 북부를 횡단해서 이바라키 현 미토 시에 이르는 노선이 히가시칸토 자동차도 미토 선, 지바 현 소토보에서 따라서 다테야마 시에 이르는 노선이 히가시칸토 자동차도 다테야마 선이다. 동일본 고속도로에 의한 영업 노선명으로서의 히가시칸토 자동차도는, 일반적으로 미토 선의 다카야 분기점 - 이바라키마키 분기점 간(수도고속도로 완간 선 ~ 기타칸토 자동차도까지)을 가리켜, 다테야마 선은 다테야마 자동차도의 별도 노선으로 구별된다. 미토 선의 미개통 부분인 이타코 나들목 - 호코타 나들목 구간이 정비계획구간으로서 현재 정비 사업이 진행되고 있다.
당초는 신공항 자동차도로서 개통했지만, 신도쿄 국제공항(현 · 나리타 국제공항) 개업 이듬해에 「히가시칸토 자동차도」로 명칭 변경되었다.
개업 당초의 명칭인 신공항 자동차도로부터도 아는 대로, 주된 건설목적은, 도쿄도 구부로부터 신도쿄 국제공항으로 접속하기 위한 고속도로이다. 또한, 전 노선 개통시에는, 조반 자동차도의 바이패스 도로라는 것도 기대되고 있다. 
미야노키 분기점으로부터 게이요 도로 · 다테야마 자동차도 (히가시칸토 자동차도 다테야마 선), 지바히가시 분기점으로부터 지바토가네 도로가 각각 분기되고 있어, 도가네 · 다테야마 방면의 이용도 있다. 
다카야 분기점 - 나리타 나들목 구간은, 대도시 근교 구간으로 지정되어 있다.
2010년 4월 9일에, 일본 국토교통성으로부터 이타코 나들목 - 호코타 나들목 구간이, 나라가 운영하는 직할 시행 방식의 무료도로로서 정비되는 것이 발표되었지만, 2017년 3월 16일, 일본 국토교통성은 나라의 사회 자본 정비 심의회 사업 평가부회에서, 2017년도부터 나라의 직할 사업과 병행하지 않고 유료 도로 사업도 도입해서 정비를 진행하는 방침이 결정되었다.
더욱이, 이타코 나들목부터 가시마 항 주변까지의 연장도 계획되어 있다.

## 경유하는 지자체
- 지바현
  - 이치카와시 - 후나바시시 - 나라시노시 - 지바시 (미하마구 - 하나미가와구 - 이나게구) - 요쓰카이도시 - 사쿠라시 - 인바군 시스이정 - 도미사토시 - 나리타시 - 가토리시

- 이바라키현
  - 이타코시 - 호코타시 - 히가시이바라키군 이바라키정

## 나들목 · 분기점
| 나들목 번호                                                        | 시설 이름                                                          | 일본어 이름                                                        | 거리 (km)                                                          | BS                                                                 | 접속 노선                                                            | 소재지                                                             | 소재지                                                             | 소재지                                                             |
| 수도고속도로 완간 선 하네다 공항 · 긴자 · 요코하마 · 요코스카 방면 | 수도고속도로 완간 선 하네다 공항 · 긴자 · 요코하마 · 요코스카 방면 | 수도고속도로 완간 선 하네다 공항 · 긴자 · 요코하마 · 요코스카 방면 | 수도고속도로 완간 선 하네다 공항 · 긴자 · 요코하마 · 요코스카 방면 | 수도고속도로 완간 선 하네다 공항 · 긴자 · 요코하마 · 요코스카 방면 | 수도고속도로 완간 선 하네다 공항 · 긴자 · 요코하마 · 요코스카 방면   | 수도고속도로 완간 선 하네다 공항 · 긴자 · 요코하마 · 요코스카 방면 | 수도고속도로 완간 선 하네다 공항 · 긴자 · 요코하마 · 요코스카 방면 | 수도고속도로 완간 선 하네다 공항 · 긴자 · 요코하마 · 요코스카 방면 |
| ------------------------------------------------------------------ | ------------------------------------------------------------------ | ------------------------------------------------------------------ | ------------------------------------------------------------------ | ------------------------------------------------------------------ | -------------------------------------------------------------------- | ------------------------------------------------------------------ | ------------------------------------------------------------------ | ------------------------------------------------------------------ |
| 1                                                                  | 고야 분기점                                                        | 高谷                                                               | 0.0                                                                |                                                                    | 도쿄 가이칸 자동차도                                                 | 지바현                                                             | 이치카와시                                                         | 이치카와시                                                         |
| 2                                                                  | 완간이치카와 나들목                                                | 湾岸市川                                                           | 1.0                                                                |                                                                    | 국도 제357호선                                                       | 지바현                                                             | 이치카와시                                                         | 이치카와시                                                         |
| 2-1                                                                | 야쓰후나바시 나들목                                                | 谷津船橋                                                           | 5.5                                                                |                                                                    | 국도 제357호선 지바 현도 15호 지바후나바시카이힌 선                  | 지바현                                                             | 나라시노시                                                         | 나라시노시                                                         |
| 3                                                                  | 완간나라시노 나들목                                                | 湾岸習志野                                                         | 7.9                                                                |                                                                    | 국도 제357호선                                                       | 지바현                                                             | 나라시노시                                                         | 나라시노시                                                         |
| -                                                                  | 나라시노 본선 요금소                                               | 習志野                                                             |                                                                    |                                                                    |                                                                      | 지바현                                                             | 나라시노시                                                         | 나라시노시                                                         |
| -                                                                  | 완간마쿠하리 PA                                                    | 湾岸幕張                                                           | 8.7                                                                | -                                                                  |                                                                      | 지바현                                                             | 지바시                                                             | 미하마구                                                           |
| 4                                                                  | 완간치바 나들목                                                    | 湾岸千葉                                                           | 11.6                                                               |                                                                    | 국도 제357호선                                                       | 지바현                                                             | 지바시                                                             | 미하마구                                                           |
| 5                                                                  | 미야노키 분기점                                                    | 宮野木                                                             | 16.7                                                               |                                                                    | 게이요 도로                                                          | 지바현                                                             | 지바시                                                             | 이나게구                                                           |
| 6                                                                  | 지바키타 나들목                                                    | 千葉北                                                             | 18.8                                                               |                                                                    | 국도 제16호선                                                        | 지바현                                                             | 지바시                                                             | 이나게구                                                           |
| 7                                                                  | 요쓰카이도 나들목                                                  | 四街道                                                             | 24.6                                                               |                                                                    | 지바 현도 64호 지바우스이인사이 선                                   | 지바현                                                             | 요쓰카이도시                                                       | 요쓰카이도시                                                       |
| 8                                                                  | 사쿠라 나들목                                                      | 佐倉                                                               | 30.0                                                               |                                                                    | 국도 제51호선 방면                                                   | 지바현                                                             | 사쿠라시                                                           | 사쿠라시                                                           |
| -                                                                  | 시스이 PA                                                          | 酒々井                                                             | 35.1                                                               |                                                                    |                                                                      | 지바현                                                             | 인바군                                                             | 시스이정                                                           |
| 8-1                                                                | 시스이 나들목                                                      | 酒々井                                                             | 37.0                                                               |                                                                    | 지바 현도 77호 도미사토시스이 선                                     | 지바현                                                             | 인바군                                                             | 시스이정                                                           |
| 9                                                                  | 도미사토 나들목                                                    | 富里                                                               | 39.5                                                               |                                                                    | 국도 제409호선                                                       | 지바현                                                             | 도미사토시                                                         | 도미사토시                                                         |
| 10                                                                 | 나리타 나들목/분기점                                               | 成田                                                               | 44.9                                                               |                                                                    | 신공항 자동차도 국도 제295호선                                       | 지바현                                                             | 나리타시                                                           | 나리타시                                                           |
| 10-1                                                               | 다이에이 분기점                                                    | 大栄                                                               | 50.5                                                               |                                                                    | 슈토켄 주오 연락 자동차도                                            | 지바현                                                             | 나리타시                                                           | 나리타시                                                           |
| -                                                                  | 다이에이 PA                                                        | 大栄                                                               | 51.6                                                               |                                                                    |                                                                      | 지바현                                                             | 나리타시                                                           | 나리타시                                                           |
| 11                                                                 | 다이에이 나들목                                                    | 大栄                                                               | 56.6                                                               |                                                                    | 국도 제51호선                                                        | 지바현                                                             | 나리타시                                                           | 나리타시                                                           |
| 12                                                                 | 사와라카토리 나들목                                                | 佐原香取                                                           | 65.9                                                               |                                                                    | 지바 현도 55호 사와라야마다 선 지바 현도 253호 가토리쓰노미야 선     | 지바현                                                             | 가토리시                                                           | 가토리시                                                           |
| -                                                                  | 사와라 PA                                                          | 佐原                                                               | 68.5                                                               |                                                                    |                                                                      | 지바현                                                             | 가토리시                                                           | 가토리시                                                           |
| 13                                                                 | 이타코 나들목                                                      | 潮来                                                               | 74.5                                                               |                                                                    | 이바라키 현도 50호 미토카스미 선 이바라키 현도 101호 이타코사와라 선 | 이바라키현                                                         | 이타코시                                                           | 이타코시                                                           |
| 14                                                                 | 아소 나들목                                                        | 麻生                                                               |                                                                    |                                                                    | 이바라키 현도 50호 미토카스미 선                                     | 이바라키현                                                         | 나메가타시                                                         | 나메가타시                                                         |
| 15                                                                 | 기타우라 나들목                                                    | 北浦                                                               |                                                                    |                                                                    | 국도 제354호선                                                       | 이바라키현                                                         | 나메가타시                                                         | 나메가타시                                                         |
| 16                                                                 | 호코타 나들목                                                      | 鉾田                                                               | 0.0                                                                |                                                                    | 이바라키 현도 18호 이바라키카시마 선                                 | 이바라키현                                                         | 호코타시                                                           | 호코타시                                                           |
| 17                                                                 | 이바라키쿠코키타 나들목                                            | 茨城空港北                                                         | 8.8                                                                |                                                                    | 이바라키 현도 18호 이바라키카시마 선                                 | 이바라키현                                                         | 히가시이바라키군                                                   | 이바라키정                                                         |
| 15-1                                                               | 이바라키마치 분기점                                                | 茨城町                                                             | 17.6                                                               |                                                                    | 기타칸토 자동차도                                                    | 이바라키현                                                         | 히가시이바라키군                                                   | 이바라키정                                                         |

## 같이 보기
- (일본어) 동일본 고속도로